# Hôtel de la Caisse d'épargne de Brive-la-Gaillarde
L’hôtel de la Caisse d’épargne est un bâtiment du début du XXe siècle situé à Brive-la-Gaillarde, en France.

## Situation et accès
L’édifice est situé au no 2 de l’avenue Jean-Jaurès, au sud-ouest du centre-ville de Brive-la-Gaillarde, et plus largement au sud-ouest du département de la Corrèze.

## Histoire
L’édifice est conçu selon les plans de l’architecte Debièvre dessinés en 1905, approuvés par le conseil des directeurs de la Caisse. Les travaux de constructions débutent en 1906, sous la direction de Léon-Paulin Saule, architecte départemental. La cérémonie d’inauguration a lieu le 3 octobre 1909, en présence de Georges Trouillot (ministre des Colonies). Une grille délimitait les abords de l’édifice à ses débuts, de nos jours disparue.